# 388
388 (CCCLXXXVIII) je bilo prestopno leto, ki se je po julijanskem koledarju začelo na soboto.

## Dogodki
- 1. januar

## Smrti
- 28. avgust - Magn Maksim, uzurpator in cesar Zahodnega rimskega cesarstva (* okoli 335)

Neznan datum
- Andragacij - magister equitum uzurpatorja Magna Maksima (* ni znano)
- Flavij Bauton - rimski konzul in magister militum Zahodnega rimskega cesarstva (* ni znano)
- Šapur III., kralj kraljev Sasanidskega cesarstva (* ni znano)